# Władysław Lam

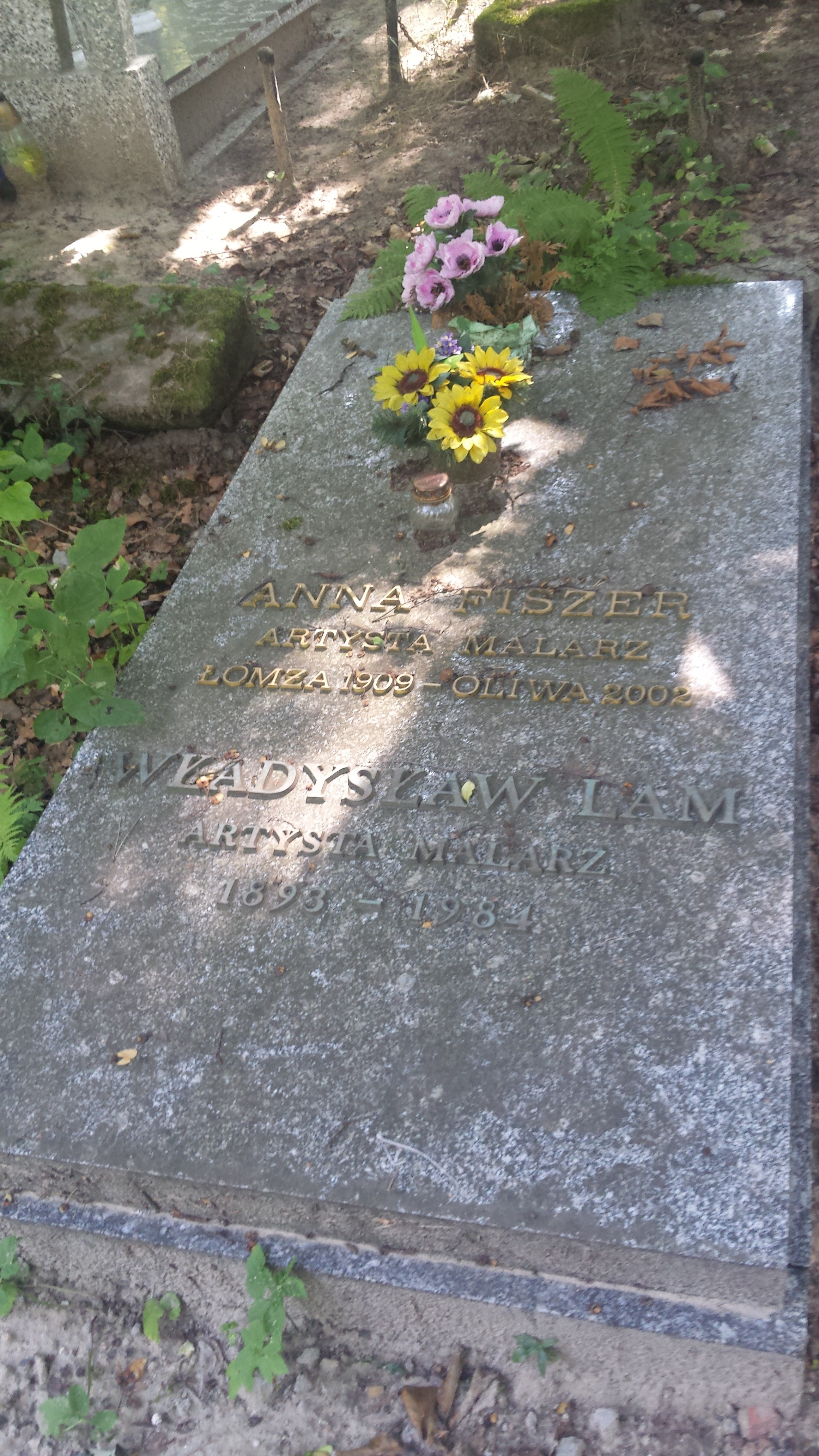
Grób Władysława Lama i Anny Fiszer na cmentarzu Srebrzysko

Władysław Lam (ur. 29 sierpnia 1893 w Konjicu, zm. 1 stycznia 1984 w Gdańsku) – polski malarz, grafik i krytyk sztuki.

## Życiorys
Urodził się w bośniackim Konjicu, odbył tam wczesną edukację. Od 1904 uczęszczał do gimnazjum w Sarajewie, razem z Ivo Andriciem. Maturę zdał w 1912 w Tuzli. O tym okresie życia pisał w wydanej w 1973 po polsku książce „Miasteczko nad Neretvą”. Już w dzieciństwie zauważono u niego talent malarski. Po przyjeździe w 1912 do Krakowa rozpoczął studia w Akademii Sztuk Pięknych w pracowniach Teodora Axentowicza i Józefa Mehoffera. W 1918 obronił dyplom i rozpoczął pracę zawodową.
Był nauczycielem gimnastyki w Łodzi, uczył rysunku w modlińskim Korpusie Kadetów nr 2 i w gimnazjum w Poznaniu. W 1925 wyjechał do Francji, przebywał w Paryżu i podróżował po południowej Francji, malował widoki architektoniczne i pejzaże. Był członkiem i sekretarzem ugrupowań Świt i Plastyka, do jego zadań należała m.in. organizacja wystaw. W 1929 ponownie wyjechał do Francji, a po powrocie wstąpił do ugrupowania Nowa Generacja i zamieszkał we Lwowie. Tworzył kompozycje figuralne, portrety, widoki architektoniczne i pejzaże. W 1934 został kierownikiem Katedry Rysunków Odręcznych i Figuralnych na Politechnice Lwowskiej, równocześnie otrzymał tytuł zastępcy profesora.
Po zajęciu Lwowa przez okupantów Władysława Lama obowiązywał zakaz wykonywania zawodu wykładowcy.
W 1945 dzięki wstawiennictwu prof. Stanisława Łukasiewicza po wysiedleniu ze Lwowa przybył do Gdańska i wszedł w skład grupy organizującej Wydział Architektury na Politechnice Gdańskiej. Przez pewien czas pełnił obowiązki dziekana. Jego zadaniem była organizacja Katedry Rysunku i Rzeźby. Był twórcą związku malarzy i rzeźbiarzy, który zorganizował I wystawę malarstwa na Politechnice Gdańskiej. W 1948 został mianowany profesorem nadzwyczajnym rysunku, rzeźby i malarstwa na Wydziale Architektury PG. Wykładał równolegle w Państwowej Wyższej Szkole Sztuk Pięknych w Sopocie.
Mimo przejścia na emeryturę kontynuował pracę pedagogiczną oraz malował m.in. od 1956 eksperymentował z abstrakcją aluzyjną.
Do działalności Władysława Lama należy zaliczyć krytykę sztuki, był autorem i współautorem wielu książek, felietonów i rozpraw w czasopismach, jego komentarze umieszczano w katalogach wystawowych. Po 1945 podróżował po Europie, zapraszano go do Włoch (1957), Jugosławii (1958), Francji (1968), Szwajcarii i RFN. Przez cały okres powojenny tworzył, uczestniczył w wielu wystawach w kraju i zagranicą. Był również twórcą litografii i drzeworytów, wypracował własną technikę tworzenia monorytu.
Odznaczony między innymi Krzyżem Oficerskim (1964) i Krzyżem Komandorskim Orderu Odrodzenia Polski (1978).
Zmarł w wieku 90 lat w Gdańsku. Został pochowany na gdańskim Cmentarzu Srebrzysko (rejon: IX, kwatera: TAR I WOJ).
21 maja 2021 odbyła się uroczystość odsłonięcia tablicy, na kamienicy przy ulicy Podhalańskiej 16 w Oliwie, upamiętniającej Władysława Lama, Annę Fiszer i Kazimierza Śramkiewicza. W uroczystości wzięła udział Prezydent Gdańska Aleksandra Dulkiewicz.

## Twórczość

### Malarstwo (wybrane)
- Dziewczyna z lalką
- Chłopiec. Apasz
- Portret matki
- Sen
- Stary most w Mostarze
- Budowa z klocków
- Krajobraz z Oliwy
- Pejzaż południowy
- Koszyczek
- Baranek
- Stary mur
- Wizja miasta

### Literatura
- Rozważania o sztuce
- Malarstwo i jego zasady
- Malarstwo na przestrzeni stuleci
- Światła i cienie
- Twórczość przejawem instynktu życia
- Problemy wychowania plastycznego
- Rysunek i malarstwo
- Sztuka dziecka i jego naturalny rozwój
- Malarstwo
- Jak posiąść wiedzę malarską
- Miasteczko nad Neretvą